# جريان الموائع
جريان الموائع أو ديناميكا الموائع (بالإنجليزية: Fluid dynamics)‏ أو المَيَعَانِيَّات (بالإنجليزية: Hydrodynamics)‏ مجال يتناول الموائع المتحركة، وهو أحد أفرع ميكانيكا الموائع (انظر أيضا سكونيات الموائع).
دراسة الموائع المتحركة يصف طبيعة سيلان السوائل والغازات، ويحسب معدل التدفق وغير ذلك من الثوابت والمتغيرات، وتنطوي تحته بدورها مجالات متخصصة تباعا: كالغازات المتحركة [الإنجليزية] والجريان الضغوط [الإنجليزية] والديناميكا الهوائية والسوائل المتحركة والجريان غير الضغوط [الإنجليزية] والديناميكا المائية.
يستفاد من هذه الدراسة في تحسين التصرف مع الطاقة. وأبرز من كتب عن هذا العلم هو دانييل برنولي وقانونه الشهير الذي جمع به الطاقات في الكثير من التطبيقات العملية. والقانون هو:
{\displaystyle {\tfrac {1}{2}}\,\rho \,v^{2}\,+\,\rho \,g\,z\,+\,p\,=\,{\text{constant}}\,}
الضغط + نصف الكثافة × مربع السرعة + الكثافة × عجلة الجاذبية الأرضية ×الارتفاع = ثابت.
وكذلك معادلة الاستمرارية.

## معادلات حركة السوائل

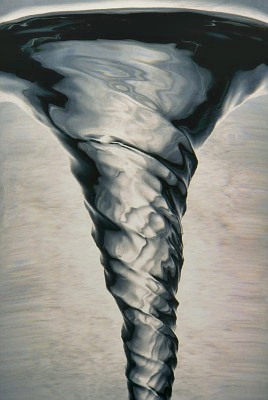
دوامة تشكلت عند صرف المياه من زجاجة

أساسيات حركة السوائل هي قوانين الانحفاظ، وعلى وجه التحديد، قانون بقاء المادة، وانحفاظ الزخم الخطي (المعروف أيضا باسم قانون نيوتن الثاني للحركة)، وانحفاظ الطاقة (المعروفة أيضا باسم القانون الأول للديناميكا الحرارية). تستند حركة السوائل إلى الميكانيكا الكلاسيكية ولا تأخذ في حسباتنها تعديلات من ميكانيكا الكم التي تهتم بالحالة الصغرية للمادة في إطار الذرات والجسيمات الأولية ولا تأثيرا النظرية النسبية الخاصة التي تراعي السرعات الكبيرة جدا القريبة من سرعة الضوء. وتشكل نظرية رينولدز أيضا أحد أساسيات ديناميكا السوائل.
بالإضافة إلى ما سبق، ويفترض ميوعة السوائل وخواصها مثل اللزوجة. وتتألف السوائل من جزيئات في حركة حرارية دائمة وتتصادم مع بعضها البعض. وافتراض استمرارية السائل يعتبر ان السوائل مستمرة وليست منفصلة. وبالتالي، نهتم بخصائص مثل الكثافة والضغط ودرجة الحرارة وهي خصائص تحدد حالة السائل، وكذلك تحدد توزيع السرعات بين الجزيئات .في حالة السوائل الكثيفة بما فيه الكفاية لتكوين سلاسلا متصلة، تكون سرعاتها أقل بكثير من سرعة الضوء لذلك فهي تعامل طبقا ل قوانين نيوتن، كما نهمل تأينها.
معادلات كمية حركة السوائل هي معادلات مبنية على قوانين نيوتن من ضمنها قانون ستوكس، التي هي مجموعة غير الخطية من المعادلات التفاضلية التي تصف تدفق السائل، وهي تعتبر الضغط خطياً على تدرجات السرعة والضغط، ويمكن تبسيط المعادلات بعدة طرق مما يجعلها أسهل للحل.
بالإضافة إلى اعتبار خواص مثل الكتلة،و كمية الحركة ، وتطبيق قوانين الانحفاظ ، تساعدنا على استنتاج معادلات الديناميكا الحرارية لنظام من السائل مع اعتبار الضغط بوصفه أحد المتغيرات إلى جانب درجة الحرارة وغيرها لتحديد صفات وسلوك السائل.
ومن الأمثلة على هذا هو معادلة الغاز المثالي:
{\displaystyle PV=nRT}
حيث:
- p: ضغط الغاز
- V: حجم الغاز
- n: عدد المولات في الغاز
- R: ثابت الغازات العام
- T: درجة الحرارة المطلقة.

## تصنيفات السريان
يوجد العديد من أشكال سريان الموائع في الحياة العملية ولتسهيل دراستها و تسهيل التعامل مع المشاكل المتعلقة بها، يتم تقسيمها إلي مجموعات طبقا للخصائص المشتركة فيما بينها و فيما يلي بعض التصنيفات.

### اللزج وغير اللزج
عندما يتحرك طبقتين من المائع بالنسبة لبعضهما الآخر، تنشأ قوة إحتكاك بينهما فتعمل الطبقة الأبطئ علي تقليل سرعة الطبقة الأسرع. يتم التعبير عن المقاومة الداخلية للمائع بخاصية تسمي اللزوجة تنشأ من قوي التماسك بين الجزيئات في السوائل ومن تصادم الجزيئات مع بعضها في الغازات.
لا يوجد مائع منعدم اللزوجة أي أن لزوجته تساوي صفر و عليه فإن كل الموائع لها تأثيرات متعلقة باللزوجة لحد ما.
تُسمي السريانات التي تكون فيها قوي الاحتكاك بين طبقات المائع كبيرة بالسريانات اللزجة و في بعض السريانات تكون هناك مناطق( غير قريبة من الأسطح الصلبة عادة) فيها قوي الإحتكاك_قوي اللزوجة_ ضعيفة مقارنة بالقوي الأخرى المؤثرة علي المائع كالضغط و القصور الذاتي ولذلك يتم إهمالها لتبسيط الحسابات _دون حدوث فقد كبير في الدقة_ و تُسمي هذه المناطق مناطق سريان غير لزج Inviscid flow regions.

### الداخلي والخارجي
يصنف سريان المائع على أنه داخلي أو خارجي طبقا إذا كان المائع يسري على سطح ما غير محاط بشئ مثل لوح، سلك ,سريان الهواء علي كرة أوأنبوب، في هذه الحالة يصنف سريان خارجي، أما إذا كان السريان داخل حيز مغلق محاط بأسطح صلبة مثل أنبوب أو قناة كسريان الماء داخل الأنابيب و القنوات، في هذه الحالة يصنف سريان داخلي.
في السريان الداخلي يكون تأثير اللزوجة مسيطر علي كل مجال السريان أما في السريان الخارجي فلا يظهر تأثير اللزوجة سوي في الطبقة الحدية القريبة من الأسطح الصلبة ومناطق الضعف في السريان التي تظهر عند انفصال المائع عن الأجسام في نهايتها.

### الضغوط وغير الضغوط
يصنف السريان كونه قابلا للانضفاط (ضغوط) أو غير قابل للانضغاط (غير ضغوط) طبقا لمدي تغير كثافة المائع أثناء السريان.
لو ظلت الكثافة ثابتة خلال السريان يًسمي السريان بأنه غير ضغوط Incompressible Flow ولا تتغير حجم جزيئاته خلال السريان. مثلا تعتبر السوائل ثابتة الكثافة تقريبا، فإن ضغط مقداره 210 ضغط جوي يغير كثافة مياه سائلة عند الضغط الجوي بمقدار 1% فقط .
علي النقيض فإن الغازات تعتبر موائع ضغوطة Compressible , مثلا تغيير الضغط بمقدار 0.01 ضغط جوي يسبب تغير مقداره 1% في كثافة الهواء الجوي.
يٌمكن فرض سريان الغازات علي أنه غير قابل للانضغاط إذا كان مقادر التغير في الكثافة أقل من 5% حيث رقم ماخ اقل من 0.3.

### الصفحي والمضطرب
بعض السريانات سلسة ومنظمة، على هيئة طبقات أو صفحات منظمة، ويسمى بالسريان الصفحي. مثلا سريان الموائع اللزجة كالزيت ببطئ يكون سريان صفحي.
أما سريانات أخرى ففوضوية مضطربة، وتحدث في السوائل السريعة، ويٌسمي السريان المضطرب. مثلا الموائع قليلة اللزوجة كالهواء بسرعة شديدة يكون سريانعا مضطربا.
وبين السريان الصفحي والمضطرب مرحلة تسمى السريان الانتقالي. يحدد نوع السريان إذا كان صفحي أم مضطرب أم انتقالي بناء على نسبة قوى العطالة إلى قوى اللزوجة، طبقا لقيمة رقم رينولدز.

### الدائم والعابر
يسمى السريان المستقر الذي لا يتغير مع الزمن السريان الدائم، وهي الحالة التي تبقى فيها كل خواص المائع كما هي وتتزن المدخلات والمخرجات طبقا لمبادئ اتزان الكتلة واتزان الطاقة دون تراكم. وصف السريان الدائم يسير نسبيا. أما السريان المتغير زمنيا فيسمى الجريان العابر، وإضافة إلى أبعاد المسألة يكون فيه الزمن متغيرا في المعادلات ما يجعلها معقدة للغاية.
تصنيف السريان على أنه مستقر أو متغير يعتمد على مرجعية الناظر. مثلا فالسريان الصفحي على سطح كرة يُعتبر مستقرا من منظور الواقف في الكرة. أما الواقف بعيدا ليطلع على السريان المحيط من بعيد فقد يرى هذا السريان متغيرا.
والسريان المضطرب حتما متغير، أي عابر ، بتعريفه. إلا أنه قد يُعتبر «متوقف» إحصاءيا، أي من مرجعية الناظر من بعيد، من حيث خواصه وظروفه إذا حسبت إحصائيا.

## اقرأ أيضا
- علاقات تدفق فانو
- عدد كنودسن
- رقم ماخ
- دوامة
- معادلات نافييه-ستوكس
- ميكانيكا الموائع
- بنيامين ليفيتش
- حالة عدم الانزلاق
- معامل تصريف